# Surbakhal
Le surbakhal est une langue mabane du Tchad.

## Source
- (en) Cet article est partiellement ou en totalité issu de l’article de Wikipédia en anglais intitulé « Surbakhal language » (voir la liste des auteurs).